# Grewia brassii
Grewia brassii är en malvaväxtart som beskrevs av Karl Ewald Maximilian Burret. Grewia brassii ingår i släktet Grewia och familjen malvaväxter. Inga underarter finns listade i Catalogue of Life.